# Pediomelum subacaule
Pediomelum subacaule là một loài thực vật có hoa trong họ Đậu. Loài này được (Torr. & A.Gray) Rydb. miêu tả khoa học đầu tiên.